# Арн: Лицар-тамплієр
«Арн: Лицар-тамплієр» — копродукційна пригодницька стрічка, знята на основі романів про тамплієра Арна Магнуссона шведського письменника Яна Гійу.

## Сюжет
Арн Магнуссон — представник впливової династії Фолькунгів середини ХІІ століття. Сігрід, відмовившись від ампутації руки як єдиного способа позбавитись хвороби, помирає. Арн тепер виховується в монастирі, де під керівництвом Гільбера опановує їзду верхи, стрільбу з лука, секрети володіння мечем. Повернувшись додому, Арн вступає в боротьбу та перемагає ворожий клан. Його друг, Кнут Еріксоон, звертається до нього по допомогу — вбити старого короля Карла Сверкерсона. Кнут за це має влаштувати весілля з Сесилією. Короля вбивають, але Катаріна розповідає, що Арн спав з обома сестрами, до того ж Сесилія вагітна. Сесилію відправляють у монастир на 20 років, де народжує вона сина, якого відбирають. Арн потрапляє на Святу землю боротися з сарацинами. За гарну службу Арн отримує можливість повернутися, а Сесилія дізнається, що він живий.

## У ролях
| Актор              | Роль                  |
| ------------------ | --------------------- |
| Йоакім Неттерквіст | Арн Магнуссон         |
| Софія Хелін        | Сесилія Алготсдоттер  |
| Стеллан Скашгорд   | Бірґер Броса          |
| Мікаель Нюквіст    | Магнус Фолькессон     |
| Морґан Аллінґ      | Ескіль Маґнуссон      |
| Венсан Перес       | Гільбер               |
| Бібі Андерссон     | Рікісса               |
| Саймон Келлов      | Генріх                |
| Стівен Веддінгтон  | Торож                 |
| Густаф Скаршгорд   | Кнут Еріксон          |
| Мілінд Соман       | Салах                 |
| Фанні Рісберг      | Сесилія Бланка        |
| Йорген Лангхелле   | Ерік Йедвардссон      |
| Сванте Мартін      | Карл Сверкерсон       |
| Мір'я Турестедт    | Сігрід                |
| Ліна Енглунд       | Катаріна Алготсдоттер |

## Створення фільму

### Виробництво
Зйомки фільму проходили в Ерфуді (Марокко), Шотландії (Велика Британія), а також в Швеції.

### Знімальна група
- Кінорежисер — Петер Флінт
- Сценарист — Ганс Гуннарссон
- Кінопродюсер — Вальдемар Бергендаль, Ганс Льоннерхеден, Ян Марнелл, Лейф Молін
- Композитор — Туомас Кантелінен
- Кінооператор — Ерік Кресс
- Художник-постановник — Анна Асп
- Художник з костюмів — Кікі Іландер
- Підбір акторів — Ренат Фрюклунд, Мораг Арбуттнот[3].

## Сприйняття

### Критика
Фільм отримав переважно схвальні відгуки. На сайті Rotten Tomatoes оцінка стрічки становить 61 % на основі 9 157 відгуків від глядачів із середньою оцінкою 3,5/5. Фільму зарахований «попкорн» від глядачів, Internet Movie Database — 6,6/10 (19 285 голосів).

### Номінації та нагороди
| Нагороди та номінації фільму «Арн: Лицар-тамплієр» | Нагороди та номінації фільму «Арн: Лицар-тамплієр» | Нагороди та номінації фільму «Арн: Лицар-тамплієр» | Нагороди та номінації фільму «Арн: Лицар-тамплієр» | Нагороди та номінації фільму «Арн: Лицар-тамплієр» | Нагороди та номінації фільму «Арн: Лицар-тамплієр» |
| Рік                                                | Кінофестиваль/кінопремія                           | Категорія/нагорода                                 | Номінант                                           | Результат                                          |                                                    |
| -------------------------------------------------- | -------------------------------------------------- | -------------------------------------------------- | -------------------------------------------------- | -------------------------------------------------- | -------------------------------------------------- |
| 2008                                               | Європейський кіноприз                              | Приз глядацьких симпатій                           | Петер Флінт                                        | Номінація                                          |                                                    |
| 2008                                               | «Золотий жук»                                      | Найкраща акторка другого плану                     | Бібі Андерссон                                     | Перемога                                           |                                                    |
| 2008                                               | «Золотий жук»                                      | Найкращий дизайн костюмів                          | Кікі Іландер                                       | Перемога                                           |                                                    |
| 2008                                               | «Золотий жук»                                      | Найкраща операторська робота                       | Ерік Кресс                                         | Номінація                                          |                                                    |